# Намдаков, Зандара Хутуктуевич
Зандара Хутуктуевич Намдаков (1 сентября 1934 — 22 марта 2024) — советский хозяйственный, государственный и политический деятель.

## Биография
Родился в 1934 году в селе Кункур. Член КПСС.
С 1958 года — на хозяйственной, общественной и политической работе. В 1958—2002 годах — литературный сотрудник газеты «Ленинэй туг», в партийных и комсомольских органах, инструктор Агинского райкома КПСС, Читинского обкома КПСС, 2-й секретарь Агинского окружкома, 1-й секретарь Агинского райкома КПСС, председатель Агинского окрисполкома, заведующий окружным отделом кинофикации, главный редактор Агинской окружной редакции радиовещания, заместитель председателя Агинского окружного Совета народных депутатов, председатель Агинской Бурятской ГТРК.
Умер 22 марта 2024 года.